# Saint-Pryvé-Saint-Mesmin
Saint-Pryvé-Saint-Mesmin és un municipi francès, situat al departament del Loiret i a la regió de Centre – Vall del Loira. L'any 2007 tenia 5.318 habitants.

## Demografia

### Població
El 2007 la població de fet de Saint-Pryvé-Saint-Mesmin era de 5.318 persones. Hi havia 2.028 famílies, de les quals 468 eren unipersonals (179 homes vivint sols i 289 dones vivint soles), 701 parelles sense fills, 696 parelles amb fills i 163 famílies monoparentals amb fills.
La població ha evolucionat segons el següent gràfic:
Habitants censats

### Habitatges
El 2007 hi havia 2.207 habitatges, 2.087 eren l'habitatge principal de la família, 20 eren segones residències i 100 estaven desocupats. 1.901 eren cases i 303 eren apartaments. Dels 2.087 habitatges principals, 1.568 estaven ocupats pels seus propietaris, 495 estaven llogats i ocupats pels llogaters i 24 estaven cedits a títol gratuït; 88 tenien una cambra, 104 en tenien dues, 208 en tenien tres, 447 en tenien quatre i 1.241 en tenien cinc o més. 1.782 habitatges disposaven pel capbaix d'una plaça de pàrquing. A 885 habitatges hi havia un automòbil i a 1.062 n'hi havia dos o més.

### Piràmide de població
La piràmide de població per edats i sexe el 2009 era:
| Homes | Edats   | Dones |
| ----- | ------- | ----- |
| 4     | 95 o +  | 12    |
| 0     | 90 a 94 | 46    |
| 28    | 85 a 89 | 29    |
| 12    | 80 a 84 | 29    |
| 69    | 75 a 79 | 52    |
| 94    | 70 a 74 | 125   |
| 82    | 65 a 69 | 136   |
| 138   | 60 a 64 | 127   |
| 110   | 55 a 59 | 107   |
| 190   | 50 a 54 | 176   |
| 265   | 45 a 49 | 257   |
| 240   | 40 a 44 | 267   |
| 185   | 35 a 39 | 248   |
| 162   | 30 a 34 | 134   |
| 117   | 25 a 29 | 160   |
| 163   | 20 a 24 | 180   |
| 253   | 15 a 19 | 224   |
| 202   | 10 a 14 | 267   |
| 177   | 5 a 9   | 206   |
| 109   | 0 a 4   | 123   |

## Economia
El 2007 la població en edat de treballar era de 3.486 persones, 2.523 eren actives i 963 eren inactives. De les 2.523 persones actives 2.360 estaven ocupades (1.192 homes i 1.168 dones) i 162 estaven aturades (80 homes i 82 dones). De les 963 persones inactives 368 estaven jubilades, 395 estaven estudiant i 200 estaven classificades com a «altres inactius».

### Ingressos
El 2009 a Saint-Pryvé-Saint-Mesmin hi havia 2.055 unitats fiscals que integraven 5.362 persones, la mediana anual d'ingressos fiscals per persona era de 22.445 €.

### Activitats econòmiques
Dels 216 establiments que hi havia el 2007, 1 era d'una empresa extractiva, 4 d'empreses alimentàries, 1 d'una empresa de fabricació de material elèctric, 11 d'empreses de fabricació d'altres productes industrials, 42 d'empreses de construcció, 44 d'empreses de comerç i reparació d'automòbils, 7 d'empreses de transport, 9 d'empreses d'hostatgeria i restauració, 2 d'empreses d'informació i comunicació, 10 d'empreses financeres, 16 d'empreses immobiliàries, 35 d'empreses de serveis, 22 d'entitats de l'administració pública i 12 d'empreses classificades com a «altres activitats de serveis».
Dels 62 establiments de servei als particulars que hi havia el 2009, 1 era una oficina de correu, 2 oficines bancàries, 9 tallers de reparació d'automòbils i de material agrícola, 1 establiment de lloguer de cotxes, 6 paletes, 4 guixaires pintors, 5 fusteries, 9 lampisteries, 6 electricistes, 1 perruqueria, 5 restaurants, 8 agències immobiliàries, 1 tintoreria i 4 salons de bellesa.
Dels 11 establiments comercials que hi havia el 2009, 1 era un supermercat, 1 una gran superfície de material de bricolatge, 2 fleques, 1 una fleca, 1 una llibreria, 2 botigues de material esportiu i 3 floristeries.
L'any 2000 a Saint-Pryvé-Saint-Mesmin hi havia 21 explotacions agrícoles que ocupaven un total de 119 hectàrees.

## Equipaments sanitaris i escolars
Els 2 equipaments sanitaris que hi havia el 2009 eren farmàcies.
El 2009 hi havia 2 escoles maternals i 2 escoles elementals.

## Poblacions properes
El següent diagrama mostra les poblacions més properes.